# Khana Ratsadon
Ne doit pas être confondu avec le Parti du peuple de 2024.
Le Khana Ratsadon (thaï : คณะราษฎร, /kʰā.náʔ râːt.sā.dɔ̄ːn/ ; anglais : People's Party ; litt. Parti du peuple ou Parti populaire) est un groupe politique siamois fondé en 1926.
Composé principalement d'officiers militaires, navals et civils, il est à l'origine du coup d'État du 24 juin 1932, événement majeur de l'histoire de la Thaïlande connu sous le nom de Révolution siamoise de 1932, renversant la monarchie absolue (à ce moment-là détenue par le monarque Rama VII) et transformant ainsi le pays en une monarchie constitutionnelle. Il y introduit ainsi la démocratie, la première constitution de la Thaïlande amenant à la création d'un parlement bicaméral, l'Assemblée nationale et d'un gouvernement, initialement appelé « Comité du Peuple ».
Devenu parti politique à la suite de la révolution de 1932, le Khana Ratsadon garde son influence sur la vie politique thaïlandaise, notamment lors des élections de 1933, 1937 et 1938 (bien que les candidats furent indépendants mais proche du parti). 
À la suite de la Seconde Guerre mondiale, le groupe se disperse au sein de partis politiques nouvellement créé à partir de 1946 (Parti démocrate, Parti uni, Parti constitutionnel). Il est subitement dissous à la suite du coup d'État du 8 novembre 1947.

## Les six principes

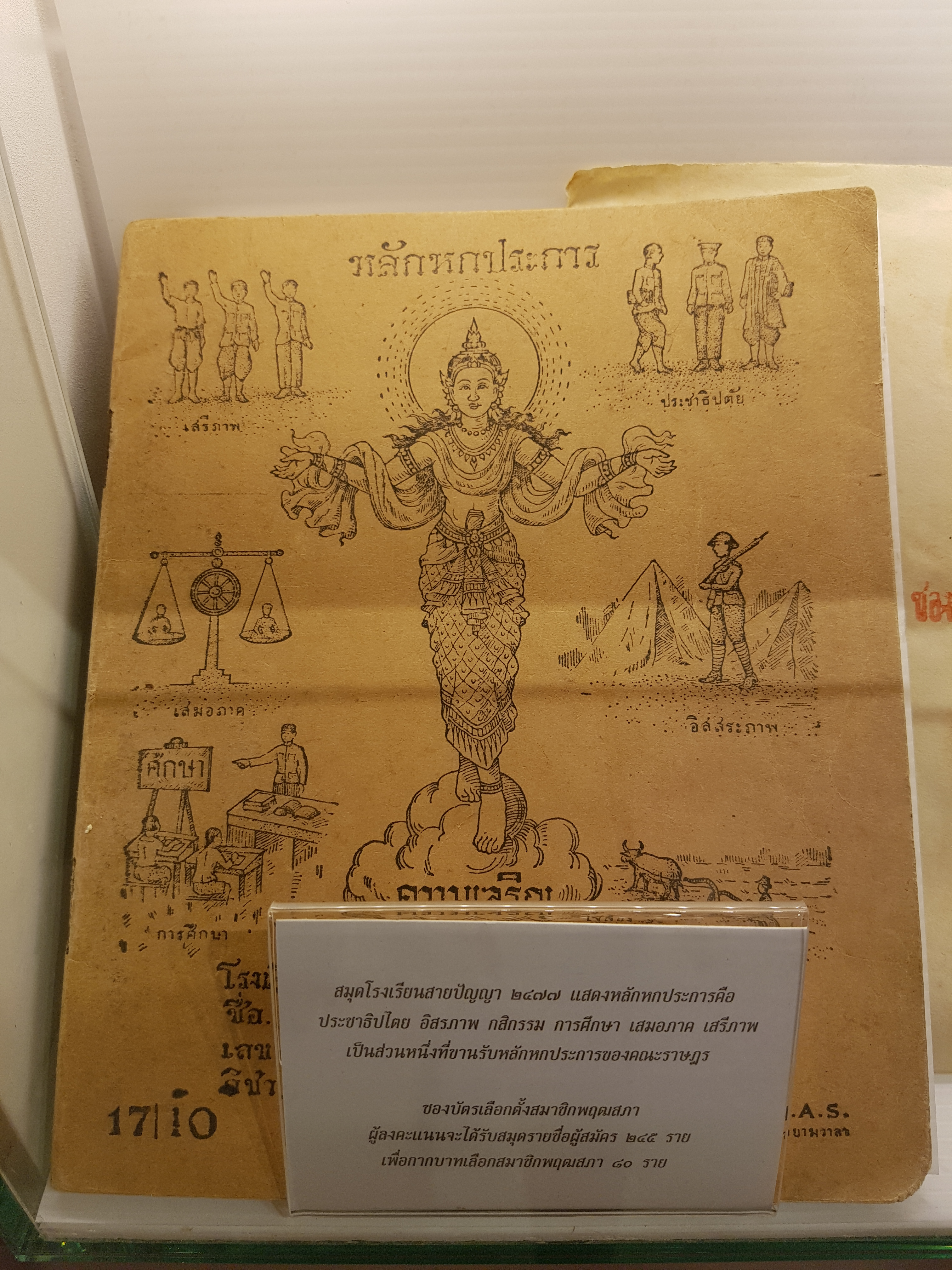
Illustrations des six principes, cahier d'école de 1934, Musée du parlement thaï, Bangkok

Le parti Khana Ratsadon définit six objectifs, appelés plus tard les “six principes” :
1. maintenir le pouvoir suprême du peuple thaïlandais (thaï : จะต้องรักษาความเป็นเอกราชทั้งหลาย เช่น เอกราชในบ้านเมือง ในทางศาล ในทางเศรษฐกิจ ฯลฯ ของประเทศไว้ให้มั่นคง)
2. maintenir la sécurité nationale (thaï :จะรักษาความปลอดภัยในประเทศ ให้การประทุษร้ายต่อกันลดน้อยลงให้มาก)
3. maintenir le bien-être économique du peuple thaïlandais conformément au projet économique national (thaï : จะต้องบำรุงความสมบูรณ์ของราษฎรในทางเศรษฐกิจ โดยรัฐบาลใหม่จะจัดหางานให้ราษฎรทำ จะวางโครงการเศรษฐกิจแห่งชาติ ไม่ปล่อยให้ราษฎรอดอยาก)
4. Protéger l’égalité du peuple thaïlandais (thaï : จะต้องให้ราษฎรมีสิทธิเสมอภาคกัน ไม่ใช่ให้พวกเจ้ามีสิทธิยิ่งกว่าราษฎรเช่นที่เป็นอยู่)
5. Maintenir les droits et libertés du peuple qui ne sont pas incompatibles avec les principes susmentionnés (thaï :จะต้องให้ราษฎรได้มีเสรีภาพ มีความเป็นอิสระ เมื่อเสรีภาพนี้ไม่ขัดต่อหลัก 4 ประการดัง)กล่าวข้างต้น
6. Assurer l’éducation publique de tous les citoyens (thaï : จะต้องให้การศึกษาอย่างเต็มที่แก่ราษฎร)[4].

## Membres notables

### Faction militaire

#### Armée
- Phot Phahonyothin, chef militaire et du Khana Ratsadon
- Plaek Phibunsongkhram

#### Naval
- Sin Kamonnawin
- Thawan Thamrongnawasawat

### Faction civile
- Pridi Banomyong, chef civil et vice-chef du Khana Ratsadon
- Khuang Aphaiwong
- Thawi Bunyaket
- Direk Chainam